# Sausal (Nuevo México)
Sausal es un lugar designado por el censo ubicado en el condado de Valencia en el estado estadounidense de Nuevo México. En el Censo de 2010 tenía una población de 1056 habitantes y una densidad poblacional de 178,67 personas por km².

## Geografía
Sausal se encuentra ubicado en las coordenadas 34°40′51″N 106°45′35″O / 34.68083, -106.75972. Según la Oficina del Censo de los Estados Unidos, Sausal tiene una superficie total de 5.91 km², de la cual 5.91 km² corresponden a tierra firme y (0%) 0 km² es agua.

## Demografía
Según el censo de 2010, había 1056 personas residiendo en Sausal. La densidad de población era de 178,67 hab./km². De los 1056 habitantes, Sausal estaba compuesto por el 79.92% blancos, el 0.38% eran afroamericanos, el 3.31% eran amerindios, el 0.76% eran asiáticos, el 0.19% eran isleños del Pacífico, el 11.74% eran de otras razas y el 3.69% pertenecían a dos o más razas. Del total de la población el 61.74% eran hispanos o latinos de cualquier raza.